# Araluen
Araluen är en del av en befolkad plats i Australien. Den ligger i kommunen Gympie Regional Council och delstaten Queensland, omkring 150 kilometer norr om delstatshuvudstaden Brisbane. Antalet invånare är 520.
Närmaste större samhälle är Gympie, nära Araluen. 
I omgivningarna runt Araluen växer huvudsakligen savannskog. Runt Araluen är det mycket glesbefolkat, med 6 invånare per kvadratkilometer. Genomsnittlig årsnederbörd är 1 531 millimeter. Den regnigaste månaden är mars, med i genomsnitt 289 mm nederbörd, och den torraste är september, med 33 mm nederbörd.